# Così sbagliato
Così sbagliato è un singolo del gruppo musicale italiano Le Vibrazioni, pubblicato il 7 febbraio 2018 come unico estratto dal quinto album in studio V.

## Descrizione
Il brano, scritto dal frontman Francesco Sarcina insieme a Andrea Bonomo, Luca Chiaravalli e Davide Simonetta, segna ufficialmente la reunion del gruppo, che si era sciolto nel 2012.
Il gruppo ha presentato il pezzo in gara al Festival di Sanremo 2018. Si tratta della seconda partecipazione della band al festival della canzone italiana, dopo quella del 2005.
Il 6 aprile dello stesso anno Le Vibrazioni hanno pubblicato una nuova versione del brano, che ha visto la partecipazione di Skin.

## Video musicale
Il videoclip del brano è stato girato presso il parco archeologico della Porta Palatina di Torino.

## Tracce
1. Così sbagliato – 3:27

## Classifiche
| Classifica (2018)         | Posizione massima |
| ------------------------- | ----------------- |
| Italia                    | 33                |
| Italia (airplay)          | 15                |
| Italia (airplay italiane) | 9                 |